# Route européenne 852
Pour les articles homonymes, voir Route 852.
La route européenne 852 est une route reliant Ohrid à la frontière albanaise.